# 징안쓰

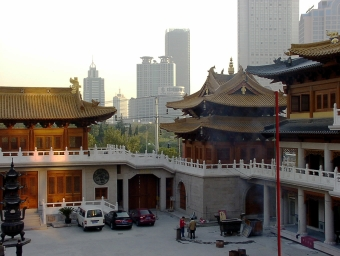
징안쓰 (정안사)

정안사(중국어: 静安寺, 병음: Jìng'ānsì)는 중국 상하이 징안 구 난징시루 1686번지에 있는 불교 사원이다. 그 역사는 3세기의 삼국시대까지 거슬러 올라가고，강남 지역의 유구한 역사에 영향을 주었던 명찰 중 하나이다 ．

## 역사
경내에 적오비(赤烏碑)의 기록에 의하면，오나라 손권 적오 10년(247년) 정안사가 서역의 강승회(康僧会)에 의해서 지어졌다고 한다．원래의 이름은 중원사(重元寺)였다.
당나라 때, 영태선원으로 개명. 북송 태종의 원년 1008년에 지금의 정안사가 됐다. 남송의 가정 9년 (1216년)에 주지는 홍수에 시달리는 절을 현재의 장소에 옮겼다. 원나라 시대에는 향화가 끊임없이 이어졌으며, 경내의 8곳의 명소는 정안8경(적오비, 하자담, 용천 등)이라고 명명되고 널리 알려지게 되었다. 절의 정문 앞의 용천은 천하 제6천의 하나라고 손꼽혔다. 명 태조 홍무2년(1369년), 정안사는 동종(홍무대종)을 주조했고 지금도 절의 보물로 남아 있다.
1860년, 태평천국(太平天国) 군대는 상하이 서쪽의 교외까지 진격하고 정안사는 전화로 파괴되었다. 남아있던 처마는 그 후 몇 해의 뒤에 파괴되었고, 불상을 덮은 처마가 없어서 풍우에 노출됐다. 1880년, 호설암 등이 출자하여 정안사는 재건되고 1년 후에 준공되었다. 그 후 매년 4월 8일 석가탄신일에 사찰축제를 하고 상하이의 민속 중의 하나로 1963년까지 계속되었다.
1862년, 조계시대에는 포마도(跑馬道)에서부터 정안사에 이르는 징안쓰루(静安寺路, 지금의 남징시루(南京西路))가 만들어졌고, 또 여기에서 서쪽에 쉬자후이(徐家匯)에 이르는 하이거루(海格路), 또 범황도에 이르는 도로가 건설됐다. 그리고 정안사는 상하이의 서쪽 지구의 교통의 중심이 된다.
1899년, 상하이 공공 조계는 서쪽 정안사까지 범위가 확장되었다. 그리하여 신속하게 상업 번화가로 변화하고 대형아파트, 백화점 등도 건설됐다.
1901년, 공공 조계는 정안사 경찰서를 설립하고, 1908년, 정안사를 기점으로 지나는 노면 전차가 개통된다. 부근은 상하이의 서쪽 지구 중심지로 번영하고 정안사의 향초가 끊임없이 향화되었다.
1921년 5무까지 절의 면적을 확충하고 삼성전을 추가로 건설했다.
1912년, 정안사에서 중국 불교 총회가 창립했다.
1953년, 지송 법사(持松法師)는 경내에 진언종(眞言宗)의 단장을 창립하고 5대 이래 끊어졌던 밀교의 도장을 부활시킨다.
1966년, 문화대혁명의 초기, 불상과 법구는 철저한 파괴를 당하고 지송 법사는 박해를 당하고 환속하였다. 사찰은 개축되어 플라스틱 공장으로 활용되었다.
1972년, 불전은 화재가 나서 소실되어 폐허가 됐다.
1979년 이후, 중국은 다시 한번 종교 장소를 개방한다.
1983년, 국무원은 한족 지구의 불교의 전국 중점 사원중 하나로 정안사를 인정한다.
1984년 이후, 정안사는 재건이 시작되고 잇달아 적오산문(赤烏山門), 천왕전, 삼성전, 공덕당, 사방실 등이 건축됐다.
1990년, 기본적인 복구를 마치고 정안사는 일반에 개방된다.
1991년 5월 12일, 불전 불상의 개안식이 이루어졌다.
현재, 정안사는 중국 내륙의 가장 중요 밀교 진언종 도장이다.

## 건축
주요 건축：
- 천왕전
- 대웅보전：안에 3.9m의 높이의 중국 최대 옥불이 있다.
- 삼성전

그 밖의 건축：
- 공덕당

## 문물
- 명나라 때 동종 : 홍무대종
- 남송 광종(조돈)의 「운한소회지각」비석
- 소식, 문정명, 양주팔괴，오창석，장대천 등의 명인의 서화
- 왕일정의 불화．

## 교통
- 상하이 지하철 ２호선， 징안사 역